# Iwo Jima-klass
Iwo Jima-klass är en fartygsklass med amfibiefartyg byggda för amerikanska flottan. Till skillnad mot konventionella landstigningsfartyg kan Iwo Jima-klassen bara landsätta trupp med helikopter. Idag är bara USS Inchon kvar i tjänst konverterad till minröjningsfartyg. Beteckningen LPH står för Landing Platform, Helicopter.

## Fartyg i klassen

### USSIwo Jima(LPH-2)
Kölsträckt: 2 april 1959, Sjösatt: 17 september 1960, Tagen i tjänst 29 augusti 1961 i stillahavsflottan.
I april 1962 ingick Iwo Jima i Taskforce 8 som genomförde kärnvapenprov vid Johnstonatollen i Stilla Havet. Hennes helikoptrar evakuerade öarna innan provsprängningarna. I oktober 1962 förflyttades hon hastigt från Stilla Havet till Karibiska havet för att upprätthålla USA:s blockad av Kuba under Kubakrisen. Från september 1963 till april 1964 var hon utlånad till sjunde flottan och genomförde övningar och styrkedemonstrationer utanför Vietnam och Taiwan. Hon återvände till San Diego 28 april för underhåll på flottans varv i Long Beach.
12 april 1965 lämnade Iwo Jima San Diego med över tusen soldater och inte mindre än 77 arméhelikoptrar med destination Vung Tau i Vietnam. I maj låg hon utanför Chu Lai och fungerade som bas för mariningenjörsregementet Seabees som byggde en flygbas där. I juli 1965 deltog hon i räddningen av jagaren USS Frank Knox som gått på grund under tyfonen Gilda. I augusti deltog hon i operation Starlite där kombinationen av helikopterunderstöd från Iwo Jima och eldunderstöd av kryssaren USS Galveston resulterade i svåra förluster för Viet Cong. Ytterligare tre liknande operationer genomfördes under hösten 1968 innan Iwo Jima i november återvände till San Diego. Hon tjänstgjorde ännu en kortare period i Vietnam under våren 1967 innan hon blev flaggskepp för Taskforce 130 med uppgift att understödja det amerikanska rymdprogrammet. 1983 deltog hon i de amerikanska fredsbevarande operationerna i Libanon. Under operation Desert Shield 1990 drabbades hon av en större ångläcka som dödade tio besättningsmän.
14 juli 1993 avrustades Iwo Jima för att slutligen skrotas 1995. Överbyggnaden finns bevarad i College Station i Texas.

### USSOkinawa(LPH-3)
Kölsträckt: 1 april 1960, Sjösatt: 14 augusti 1961, Tagen i tjänst 14 april 1962 i atlantflottan.

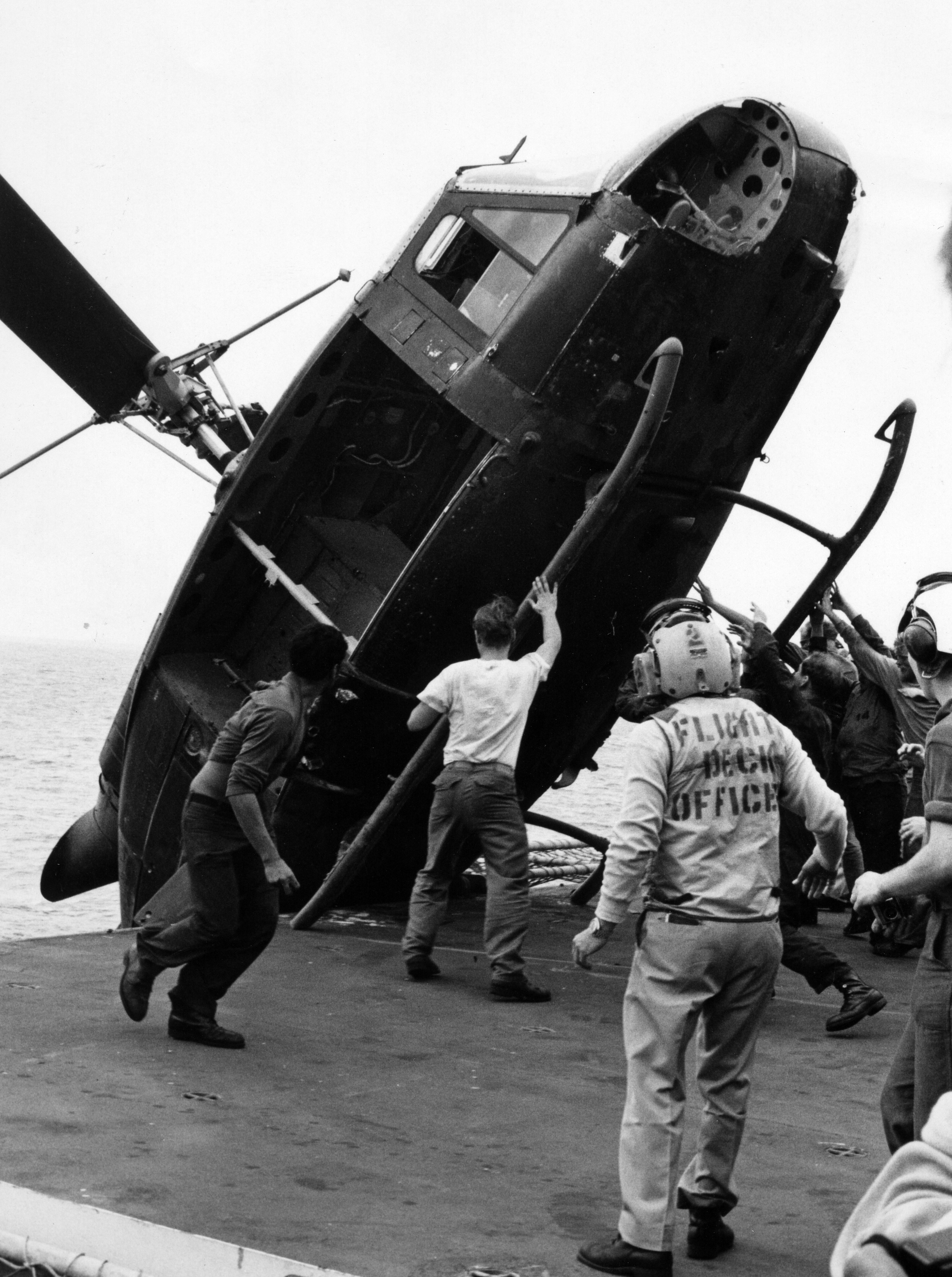
En sydvietnamesisk helikopter dumpas överbord från Okinawa under operation Frequent Wind.

Kort efter att hon tagits i tjänst fick Okinawa som första uppdrag att delta i USA:s blockad mot Kuba under Kubakrisen. I maj 1965 deltog hon i USA:s invasion av Dominikanska republiken. I oktober samma år deltog hon i övningen Steel Pike utanför Spanien tillsammans med USS Guadalcanal. Den 24 januari 1967 överfördes Okinawa till stillahavsflottan och 10 mars avseglade hon från San Diego till Vietnam. Under överfarten räddade hon 38 personer från det grundstötta fartyget Silver Peak vid Senkaku-öarna. I december var hon tillbaka i San Diego och fick som sitt systerfartyg Iwo Jima i uppdrag att understödja rymdprogrammet. I april 1975 återvände hon till Vietnam för att delta i operationerna Eagle Pull och Frequent Wind, det vill säga evakueringen av Phnom Penh och Saigon.
Från 7 oktober 1987 till 7 april 1988 var Okinawa stationerad i Persiska viken där hon var bas för de helikoptrar som svepte minor under operation Earnest Will. 17 december 1992 avrustades hon och överfördes till reserven. 6 juni 2002 användes hon som bombmål sänktes utanför Kaliforniens kust på 3 700 meters djup.

### USSGuadalcanal(LPH-7)
Kölsträckt: 1 september 1961, Sjösatt: 16 mars 1963, Tagen i tjänst 20 juli 1963 i atlantflottan.

Guadalcanals första uppdrag var att tillsammans med USS Okinawa delta i övningen Steel Pike utanför Spanien. Hon deltog aldrig i Vietnamkriget utan tillbringade hela 1960-talet i Atlanten där hon bland annat bärgade rymdkapslarna Gemini X och Apollo 9. Under operation Earnest Will 1987 upptäckte en av hennes helikoptrar det iranska fartyget Iran Ajar i färd med att lägga ut minor. Marinsoldater från Guadalcanal anföll Iran Ajar från luften och bordade henne. Det var första gången sedan andra världskriget som amerikanska trupper bordat ett fientligt örlogsfartyg. Guadalcanal deltog också i Desert Storm och operation Provide Comfort för att skydda kurderna i norra Irak.
1994 avrustades hon och överfördes till reserven. Hon sänktes som bombmål utanför Virginias kust 19 maj 2005.

### USSGuam(LPH-9)
Kölsträckt: 15 november 1962, Sjösatt: 22 augusti 1964, Tagen i tjänst 16 januari 1965 i atlantflottan.

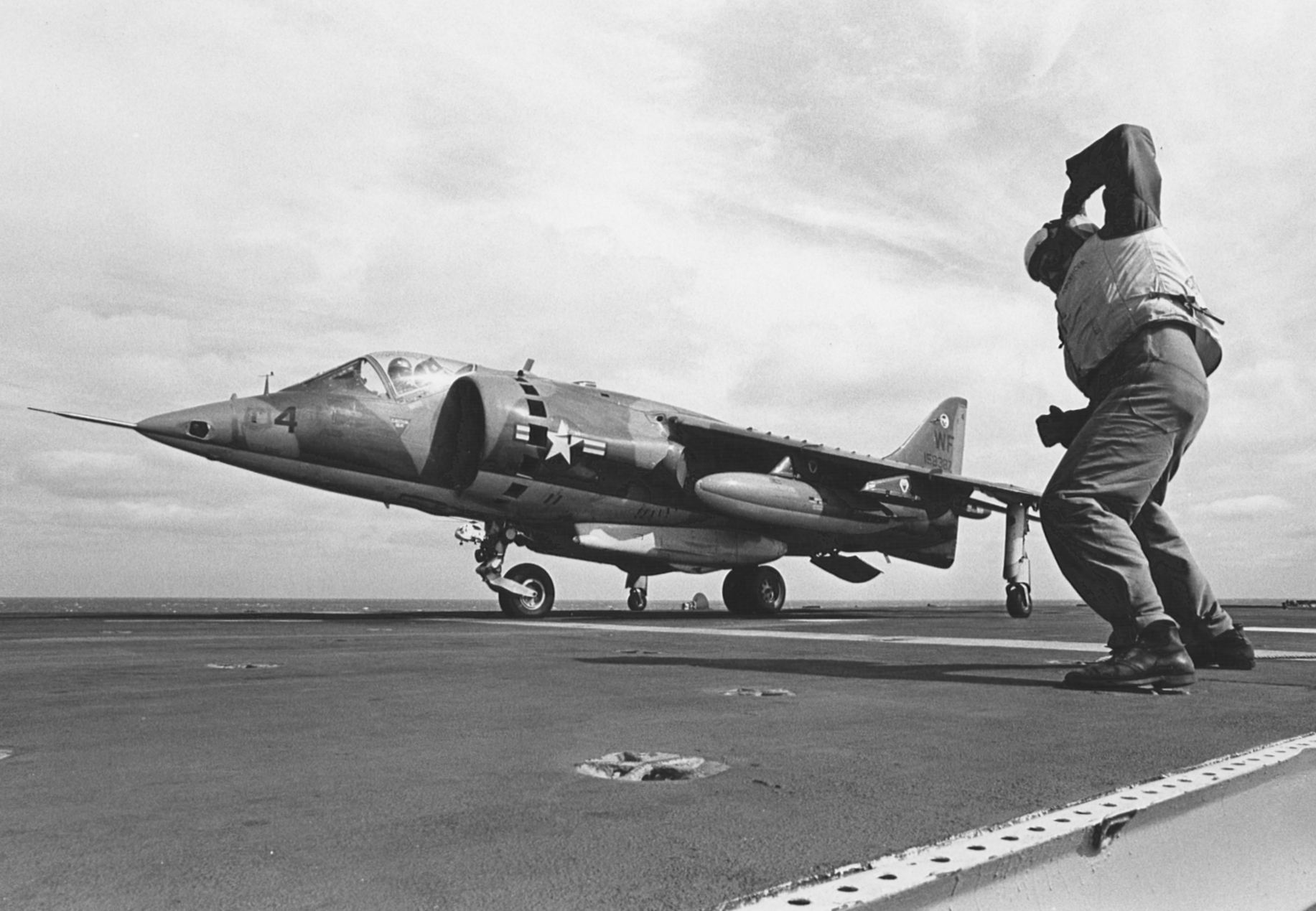
En AV-8A Harrier beredd att lyfta från USS Guam.

10 december 1965 blev Guam flaggskepp för 12:e amfibieskvardonen och patrullerade under våren 1966 Karibien. Den 2 augusti 1966 bärgade rymdsonden Gemini 11 drygt 600 sjömil öster om Cape Kennedy. Från och med sommaren 1971 användes Guam för utvärdering av amiral Elmo Zumwalts koncept med mindre ubåtsjakthangarfartyg (Sea Control Ship). I stället för de vanliga transport- och attackhelikoptrarna bestod nu flygstyrkan av AV-8A Harrier jakt- och attackflygplan och SH-3 Sea King ubåtsjakthelikoptrar. Utvärderingen avslutades i juli 1974 och Guam återgick till rollen som landstigningsfartyg. Hon behöll dock förmågan att operera Harrier-flygplan.
Guam deltog 1982 i de fredsbevarande operationerna i Libanon, 1983 i invasionen av Grenada och 1990 i operation Desert Storm. I januari 1991 skickades hon till Somalia för att evakuera västerländska diplomater från Mogadishu under operation Eastern Exit. Hennes sista insats var under de fredsbevarande insatserna i Liberia 1996. Hon avrustades i augusti 1998 och sänktes som bombmål 16 oktober 2001.

### USSTripoli(LPH-10)
Kölsträckt: 15 juni 1964, Sjösatt: 31 juli 1965, Tagen i tjänst 6 augusti 1966 i stillahavsflottan.

Tripoli är det fartyg i klassen som tjänstgjorde längst tid i Vietnamkriget. Den första baseringen började illa när hennes huvudturbin gick sönder och hon fick bogseras in till Subic Bay på Filippinerna. Hon återvände till San Diego 27 oktober 1966. Den 22 maj 1967 var hon tillbaka och landsatte två helikopterdivisioner i Da Nang. Den 27 maj tog hon över rollen som flaggskepp för amfibiestridsgruppen. Den 17 juli genomförde marinsoldater från Tripoli en landstigning i flanken på den nordvietnamesiska 806:e bataljonen nära Quang Tri. De nordvietnamesiska trupperna drog sig hastigt undan och drabbades av svåra förluster när de råkade in i ett bakhåll med sydvietnamesiska armén. Hon var tillbaka i San Diego 23 december 1967.
Under sin andra tur till Vietnam landsteg hennes marinsoldater för att ta flygplatsen i Phu Bai. Bara 17 timmar efter att den operationen avslutats skickades marinkårsstyrkan till Hoà An långt in i landet med helikopter. I januari 1969 deltog Tripoli i operation Bold Mariner, den största amfibieoperationen sedan invasionen av Normandie, i syfte att skära av och ta Batanganhalvön. När operationen avslutades 6 februari hade halvön finkammats och över 300 gerillasoldater hade dödats. Den 22 februari avseglade hon från Vietnam mot Yokosuka i Japan och 19 mars 1969 var hon åter tillbaka i San Diego.
20 november 1969 avseglade hon återigen mot Vietnam. Efter ett stopp vid Okinawa mellan 24 november och 2 december anlände hon till Subic Bay 5 december. Denna period utanför Vietnam blev mindre våldsam än de tidigare och hennes helikoptrar användes huvudsakligen för omgrupperingar av marinförband i land. Första dagarna i februari evakuerade hon personal från första marinkårsdivisionen från Da Nang. I april lämnade hon Sydkinesiska havet för att delta i övningen Golden Dragon utanför Korea. Under maj månad gick hon i färjetrafik mellan Okinawa och Da Nang. 7 juni 1970 var hon tillbaka i San Diego.
Den första oktober avseglade hon mot Vietnam på nytt och nådde Subic Bay 28 oktober 1971. Den 3 december 1971 fick Tripoli order om att ansluta till Stridsgrupp 74 och avsegla till Bengaliska viken för att övervaka kriget mellan Indien och Pakistan. Det mycket korta kriget slutade redan 15 december, men Tripoli och TF 74 blev kvar i Bengaliska viken över nyår. Den 14 januari var Tripoli tillbaka i Subic Bay. Under maj och juni patrullerade hon Yankee Station och hennes helikoptrar användes för att förflytta trupper i land mellan olika platser. I juli sattes hon in i räddningsarbetet på Filippinerna där monsunregn orsakat svåra översvämningar. Den 4 augusti lämnade hon Filippinerna och var tillbaka i San Diego 20 augusti.

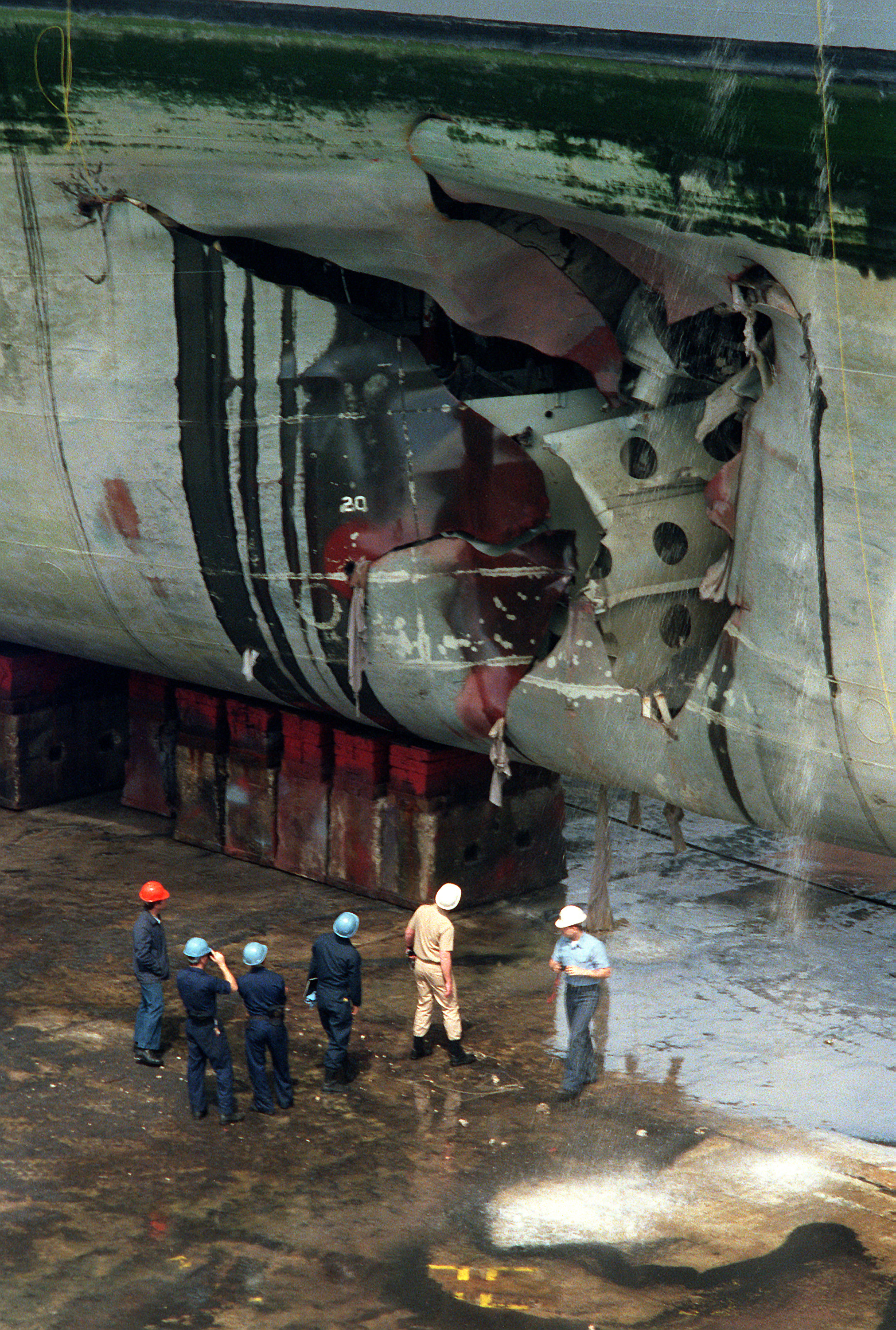
Hålet i skrovet som orsakades av en irakisk mina under Desert Storm.

Den 6 mars 1973 avseglade hon mot Vietnam för sista gången. Efter ett tre veckor långt uppehåll i Pearl Harbor för att reparera ångturbinen var hon framme i Subic Bay 17 april. Efter att vapenstilleståndsavtalet med Nordvietnam undertecknats deltog Tripoli i arbetet med att röja minor i farvattnen utanför Hai Phong vilket var ett krav från Nordvietnam för att släppa all amerikanska krigsfångar. Operation Endsweep som var den sista amerikanska militära operationen i Vietnam avslutades 27 juli 1973. Även efter Vietnamkrigets slut fortsatte Tripoli att operera från Subic Bay i två omgångar. I augusti 1974 utrustades hon för att kunna operera med AV-8A Harrier-flygplan.
1990 sattes Tripoli in i Persiska viken som flaggskepp för minröjningsstyrkan med 14:e minröjningsdivisionens MH-53E Sea Dragons ombord. Den 18 februari 1991 gick hon på en irakisk mina och först efter tjugo timmars arbete var skadorna under kontroll. Trots skadorna stannade hon kvar och fortsatte minröjningsoperationerna till hon blev avlöst av USS New Orleans. Efter 30 dagar i torrdocka i Bahrain kunde Tripoli återuppta minröjningsoperationerna. Sex besättningsmän dekorerades och fartyget tilldelades Combat Action Ribbon för att ha fortsatt minröjningen trots skadorna.
Den 3 december 1992 anlände Tripoli till vattnen utanför Mogadishu och inledde operation Restore Hope där amerikanska marinsoldater landsattes och säkrade hamnen och flygplatsen.
1995 avrustades Tripoli och 1997 lånades hon ut till USA:s armé som en mobil radar- och vapenplattform för olika robottester, bland annat avfyrades två stycken MGM-52 Lance från flygdäck. Skrovet som numera saknar maskineri är förseglat under flygdäck och all verksamhet bedrivs från överbyggnaden och från containrar på flygdäck.

### USSNew Orleans(LPH-11)
Kölsträckt: 1 mars 1966, Sjösatt: 3 februari 1968, Tagen i tjänst 16 november 1968 i stillahavsflottan.

New Orleans genomförde tre turer till Vietnam under Vietnamkriget. Den första inleds i augusti 1969 då hon tog över som flaggskepp för amfibiestridsgruppen. I oktober deltog hon i operation Keystone Cardinal där delar av amerikanska marinkåren drogs tillbaka från Vietnam. Hon återvände till San Diego i mars 1970. I augusti 1970 blev hon temporärt flaggskepp för hela första flottan och tjänstgjorde som bas för president Richard Nixons besök i Puerto Vallarta i Mexiko. Den 9 februari 1971 bärgade hon rymdkapseln Apollo 13 800 sjömil utanför Amerikanska Samoa.
New Orleans gjorde ytterligare två turer till Vietnam; maj till november 1971 och juli 1972 till april 1973. Från och med februari 1973 var hon flaggskepp för stridsgrupp 78 och ledde operation Endsweep. Efter kriget bärgade hon besättningarna från Skylab 2, Skylab 3, Skylab 4 och Apollo-Sojuz. Under gisslankrisen i Iran låg New Orleans på ständig patrull i Indiska oceanen. Under Desert Storm tjänstgjorde hon i stridsgrupp 36 och deltog även i minröjningsarbetet. Hon deltog även tillsammans med Tripoli i operaton Restore Hope i Somalia.
New Orleans avrustades 1997 och placerades i reserven. 2006 bogserades hon till Pearl Harbor för att sänkas som bombmål, men bombningarna genomfördes inte, i stället beslutades att hon skulle skrotas. Den 10 juli 2010 blev hon till sist sänkt av sju Harpoon-robotar och fem stycken laserstyrda bomber utanför Kauai.

### USSInchon(LPH-12)
Kölsträckt: 8 april 1968, Sjösatt: 24 maj 1969, Tagen i tjänst 20 juni 1970 i medelhavsflottan.

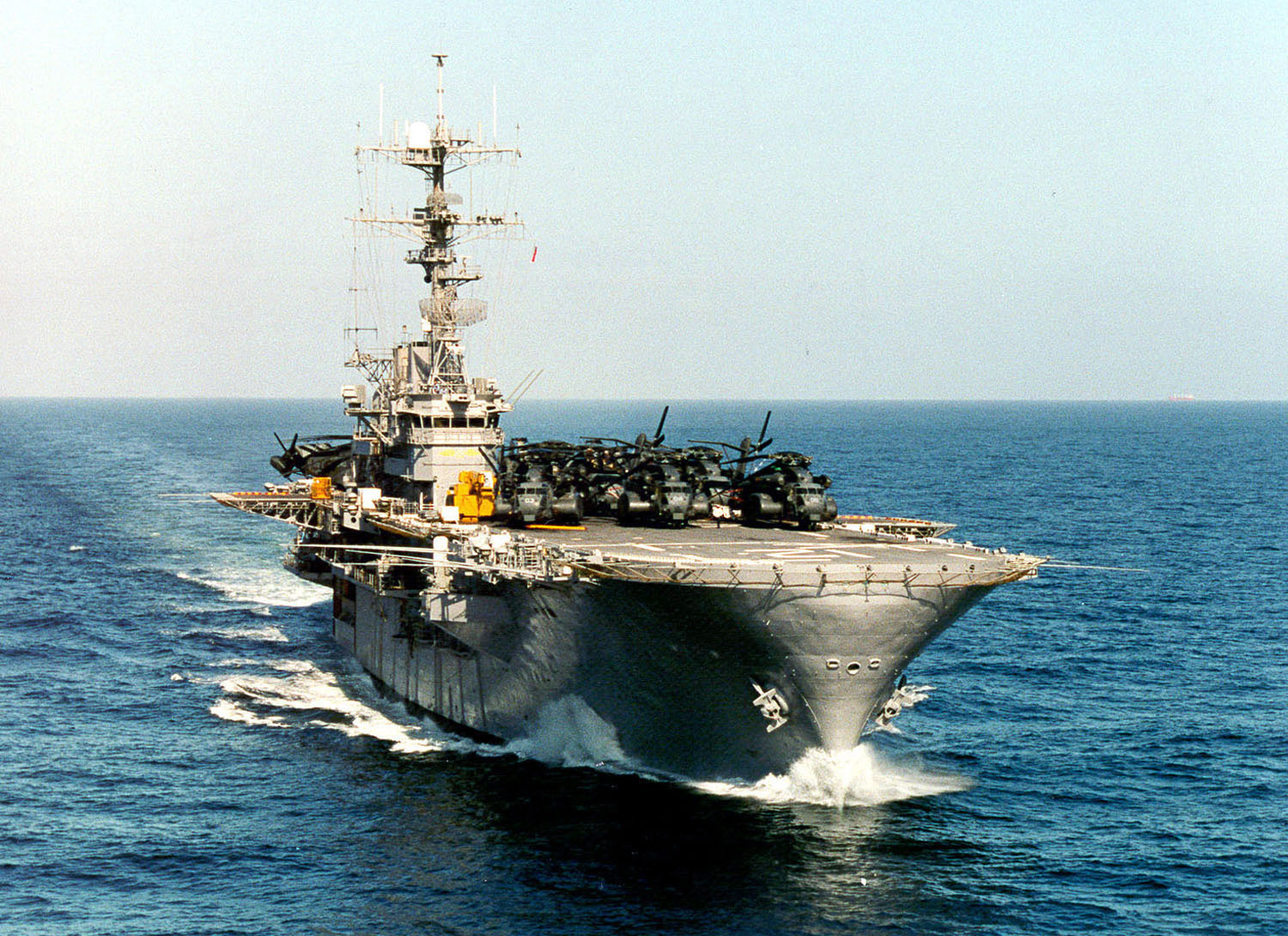
USS Inchon efter ombyggnaden till minröjningsfartyg.

Inchon var det första fartyget i Iwo Jima-klassen som utrustades med dävertar för mindre landstigningsbåtar. Erfarenheter från Vietnamkriget visade att delar av marinkårsstyrkan ofta landsattes med landstigningsbåtar från andra fartyg i stället för med helikopter. I oktober 1982 tjänstgjorde hon som flaggskepp för 6:e amfibiedivisionen utanför Libanon. Erfarenheter från operation Earnest Will och Desert Storm hade visat på Iwo Jima-klassens värde vid större minröjningsoperationer vilket gjorde att Inchon från mars 1995 och maj 1996 genomgick hon en omfattande ombyggnad till minröjningsfartyg. Bland annat togs 76 mm-kanonerna bort och ersattes av 25 mm Bushmaster-kanoner mer lämpade för att bekämpa flytande minor. Efter ombyggnaden byttes beteckningen från LPH-12 till MCS-12.